# Österreichischer Bauherrenpreis 1976
Mit dem Österreichischen Bauherrenpreis der Zentralvereinigung der Architekten Österreichs wurden im Jahr 1976 die folgenden Projekte ausgezeichnet:
| Realisierung                                                                    | Bauherr | Planer                           |
| ------------------------------------------------------------------------------- | --- | -------------------------------- |
| Innengestaltung Rathaus Perchtoldsdorf in Perchtoldsdorf                        | Bürgermeister und Landeshauptmannstellvertreter Siegfried Ludwig                                                 | Hans Hollein                     |
| Haus Luger in Dornbirn                                                          | Reinhold Luger                                                                                                   | Heinz Wagner                     |
| Burgenländisches Landesmuseum in Eisenstadt                                     | Land Burgenland                                                                                                  | Hans Puchhammer Gunther Wawrik   |
| Aufstockung Handelsakademie und Handelsschule Innsbruck des Bundes in Innsbruck | Bundesministerium für Bauten und Technik vertreten durch das Amt der Tiroler Landesregierung Abteilung VI D2 BGV | Ekkehard Hörmann                 |
| Umbau und Erweiterung Zentralsparkasse Floridsdorf in Wien-Floridsdorf          | Zentralsparkasse der Gemeinde Wien                                                                               | Johannes Spalt Friedrich Kurrent |

Die Jury bildete Friedrich Achleitner, Purr, Hans Purin, und Thurner.